# Комплекс Бадер Мајнхоф
Комплекс Бадер Мајнхоф је немачки филм из 2008. године, који је режирао Ули Едел. Филм је базиран на истоименој књизи немачког новинара Штефана Ауста, и прати историју левичарске екстремистичке групе Фракција црвене армије. Главне улоге тумаче Мартина Гедек, Мориц Блајбтрој и Јохана Вокалек. Комплекс Бадер Мајнхоф је био номинован за Оскара за најбољи страни филм.

## Радња
1967. године, ирански шах Мохамед Реза Пахлави долази у званичну посету Берлину како би присуствовао наступу у Берлинској опери. Љути због шахове репресивне политике и владавине у Ирану, група младих људи протестује против његовог доласка. Немачка полиција и шахове одбрамбене снаге нападају немачке протестанте. Карл-Хајнц Курас без икакве провокације убија једног од њих, Бена Онезорга.
Убиство Онезорга разљућује многе Немце, укључујући и левичарски оријентисану новинарку Улрике Мајнхоф, која је претходно у својим чланцима критиковала шаха. Инспирисани отворено критичним ставом Мајнхофове према влади, Гудрун Енслин напушта свог мужа и сина. Заједно са својим љубавником Андреасом Бадером, она организује бомбашки напад у робној кући у Франкфурту на Мајни. Њих двоје бивају ухапшени и изведени пред суд, на коме их брани адвокат Хорст Малер, који дели њихове политичке ставове. Улрике Мајнхоф, репортер на суђењу, бива импресионирана посвећености групе револуционарним принципима, као и променама које су се десиле у њиховим животима. Мајнхофова интервјуише Енслинову у затворској ћелији, и њих две постају пријатељице.

## Улоге
- Мартина Гедек као Улрике Мајнхоф
- Мориц Блајбтрој као Андреас Бадер
- Јохана Вокалек као Гудрун Енслин
- Бруно Ганц као Хорст Херолд
- Стипе Ерцег као Холгер Мајнс
- Јан Јозеф Лиферс као Петер Хоман
- Александра Марија Лара као Петра Шелм
- Андреас Тобијас као Манфред Грасхоф
- Нађа Ул као Бригите Монхаупт
- Симон Лихт као Хорст Малер
- Хана Херцшпрунг као Сузане Албрехт
- Винћенц Кифер као Петер-Јирген Бок
- Данијел Ломацш као Кристијан Клар
- Нилс-Бруно Шмит као Јан-Карл Распе
- Катарина Вакернагел као Астрид Прол
- Аника Кул као Ирмгард Мелер
- Сандра Боргман као Зиглинде „Рут“ Хофман
- Себастијан Бломберг као Руди Дучке

## Оцене критичара
Комплекс Бадер Мајнхоф је премијерно приказан 15. септембра 2008. у Минхену, а на редовним биоскопским репертоарима се нашао 25. септембра. Само дан касније, 16. септембра, Немачка филмска академија га је изабрала за немачког кандидата за Оскара за најбољи страни филм. Филм је на крају и био номинован за ову награду, али је изгубио од јапанског филма Одласци.
Филмски веб-сајт Rotten Tomatoes објавио је да је 87% критичара дало филму Комплекс Бадер Мајнхоф позитивну оцену. Часопис Hollywood Reporter је позитивно оценио филм, хвалећи глуму и ток радње, али је такође приметио да су ликови у одређеним деловима приче недовољно развијени. Сличну критику објавио је и часопис Variety. Фионуала Халиган из магазина Screen International похвалила је одлучну продукција филма, као и успешно представљену тему филма, али је критиковала недостатак емоционалности и драматичности у одређеним сценама.
Кристофер Хиченс је написао врло позитивну критику за часопис Vanity Fair, хвалећи покушај филма да се „бори против стереотипа којима се Холивуд обично служи када приказује револуције тако што ствара везу између урбаног рата и криминала“. Он је описао РАФ као „врсту психозе“ која је завладала побеђеним земљама након Другог светског рата: „Пропаганда терориста показала је готово неуротичну жељу за одупирањем од ауторитета на начин на који генерација њихових родитеља није успела да уради“. Немачка национална агенција која процењује филмове по њиховој уметничкој, документарној и историјској важности, дала је филму оцену „посебно вредан“.

## Историјска тачност
Михаел Бубак, син некадашњег јавног тужиоца Зигфрида Бубака кога су убили чланови Фракције црвене армије 1977. године, изразио је своје сумње да ли филм прокушва да „представи истиниту причу“, иако га претходно није погледао. Касније је повукао своју изјаву, али је указао на то да су главни ликови представљени „тако да гледалац лако може да се идентификује са њима“. Протестујући против историјски „изврнутог“ и „готово потпуно нетачног“ приказа убиства немачког банкара Јиргена Понтоа, Понтова удовица и сведок Игнес Понто је вратила свој Орден крста части, будући да је немачка влада финансијски подржала Комплекс Бадер Мајнхоф. Њена кћерка Корина Понто је назвала филм „нетачним и подмуклим силовањем приватности њене породице“.
Јерг Шлејер, син убијеног менаџера Ханса Мартина Шлејера, изјавио је да је филм „сјајан“ јер је портретисао чланове РАФ онаквима какви су и били, као „немилосрдну банду убица“. Коментаришући приказ насиља, изјавио је: „Само филм као што је овај може да представи младим људима колико су бруталне и крвожедне биле акције РАФ–а у то време“.

## Награде и номинације
| Награде                                              | Категорија                      | Номиновани             | Резултат   |
| ---------------------------------------------------- | ------------------------------- | ---------------------- | ---------- |
| Баварска филмска награда                             | Најбоља продукција              | Бернд Ајхингер         | Освојено   |
| Награда Америчке филмске академије                   | Најбољи страни филм             | Комплекс Бадер Мајнхоф | Номинација |
| Награда Бамби                                        | Најбоља глумица                 | Јохана Вокалек         | Освојено   |
| Награда Британске филмске академије                  | Најбољи филм на страном језику  | Комплекс Бадер Мајнхоф | Номинација |
| Награда Бронзана жаба                                | Најбоља сценографија            | Реније Клаусман        | Освојено   |
| Награда Европске филмске академије                   | Награда публике                 | Ули Едел               | Номинација |
| Награда Европске филмске академије                   | Најбољи глумац                  | Мориц Блајбтрој        | Номинација |
| Награда Европске филмске академије                   | Најбоља шминка                  | Валдемар Поркомски     | Номинација |
| Награда Златни глобус                                | Најбољи филм на страном језику  | Комплекс Бадер Мајнхоф | Номинација |
| Удружење монтажера звука Сједињених Америчких Држава | Најбоља монтажа звука           | Комплекс Бадер Мајнхоф | Номинација |
| Награда Удружења филмских критичара Аустралије       | Најбољи филм на страном језику  | Комплекс Бадер Мајнхоф | Номинација |
| Награда Удружења филмских критичара Даласа           | Најбољи филм на страном језику  | Комплекс Бадер Мајнхоф | Номинација |
| Награда Фестивала у Сању                             | Најбоља глумица                 | Мартина Гедек          | Номинација |
| Немачка филмска награда                              | Најбоља глумица у главној улози | Јохана Вокалек         | Номинација |
| Немачка филмска награда                              | Најбоља монтажа                 | Биргит Мисал           | Номинација |
| Немачка филмска награда                              | Најбоља режија                  | Ули Едел               | Номинација |
| Немачка филмска награда                              | Најбољи костим                  | Биргит Мисал           | Номинација |
| Немачка филмска награда                              | Најбољи филм                    | Комплекс Бадер Мајнхоф | Номинација |